# Sant Feliu de Buixalleu
Sant Feliu de Buixalleu est une commune de la province de Gérone, en Catalogne, en Espagne, de la comarque de la Selva.